# マシュー・ダン
マシュー・ダン（英: Matthew Dunn、1973年9月2日 - ）は、オーストラリアの元競泳選手。得意種目は自由形と個人メドレー。
ニューサウスウェールズ州リートン生まれ。かつてアレクサンドル・ポポフを育てたロシアのゲンナジー・トゥレツキーコーチの指導を受け、短水路で力を発揮、1992年から3回連続でオリンピックに出場した。コモンウェルスゲームズではメドレーを中心に金メダルを複数個獲得し、1998年にクアラルンプールで開かれたコモンウェルスゲームズでは4×200m自由形リレーの世界記録を樹立した。